# Гостинінський повіт
Гостинінський повіт (пол. powiat gostyniński) — один з 37 земських повітів Мазовецького воєводства Польщі.
Утворений 1 січня 1999 року в результаті адміністративної реформи.

## Загальні дані
Повіт знаходиться у західній частині воєводства.
Адміністративний центр — місто Гостинін.
Станом на 1.01.2008 населення становить 46 989 осіб, площа 614,81 км².

## Демографія
Демографічні дані повіту станом на 30.06.2005:
|       | Всього | Всього | Жінки  | Жінки | Чоловіки | Чоловіки |
| ----- | ------ | ------ | ------ | ----- | -------- | -------- |
|       | осіб   | %      | осіб   | %     | осіб     | %        |
| Повіт | 47 229 | 100    | 24 308 | 51,5  | 22 921   | 48,5     |
| Міста | 19 133 | 100    | 10 043 | 52,5  | 9090     | 47,5     |
| Села  | 28 096 | 100    | 14 265 | 50,8  | 13 831   | 49,2     |